# Ectropis obrussata
Ectropis obrussata är en fjärilsart som beskrevs av Holland 1900. Ectropis obrussata ingår i släktet Ectropis och familjen mätare. Inga underarter finns listade i Catalogue of Life.